# 다장웨이
다장웨이(중국어: 大张伟, 1983년 8월 31일 ~ )는 중국의 가수이다. 1998년 화인악대의 보컬리스트로 데뷔하였다.